# Ligament talo-naviculaire
Le ligament talo-naviculaire (ou ligament astragalo-scaphoïdien supérieur) est un ligament de l'articulation talo-calcanéo-naviculaire constitutive de l'articulation transverse du tarse.

## Description
Le ligament talo-naviculaire est un ligament dorsal du tarse.  
C'est une lame fibreuse large et mince tendu entre la face supérieure du col du talus et le bord supérieur de l'os naviculaire. 